# Pelargonium reflexipetalum
Pelargonium reflexipetalum är en näveväxtart som beskrevs av E.M. Marais. Pelargonium reflexipetalum ingår i släktet pelargoner, och familjen näveväxter. Inga underarter finns listade i Catalogue of Life.